# Хронология войны в Донбассе (2018)
Данная статья является частью хронологии войны на Донбассе и описывает события, произошедшие в 2018 году.

## 2018 год
С 1 января начались регулярные разведывательные полёты стратегических БПЛА RQ-4 Global Hawk ВВС США в воздушном пространстве Украины вдоль линии разграничения в Донбассе и украинско-российской границы, а также над акваторией Чёрного моря вдоль побережья Крыма и Краснодарского края. Американские беспилотники запускаются с авиабазы Сигонелла на Сицилии.
1 января в городе Авдеевке, расположенном вблизи линии разграничения, состоялся многолюдный факельный марш в честь дня рождения Степана Бандеры.
18 января Верховная рада Украины приняла закон о реинтеграции Донбасса («Об особенностях государственной политики по обеспечению государственного суверенитета Украины над временно оккупированными территориями в Донецкой и Луганской областях»), регламентирующий отношения с ДНР и ЛНР и механизм их возвращения в состав Украины. Закон в его окончательном виде зафиксировал отказ украинских властей от Минских соглашений, которые в законе даже не упоминаются. Россия в документе названа «агрессором», а неподконтрольные украинскому правительству территории — «оккупированными». Возвращение суверенитета над «временно оккупированными территориями» объявляется бессрочным приоритетом в политике Украины. Термин «антитеррористическая операция» заменяется понятием «меры по отражению российской агрессии». В соответствии с законом, антитеррористическая операция переходит в режим военной «Операции объединённых сил». Все силы, задействованные в «отражении российской агрессии», включая армию, погранвойска, спецподразделения СБУ и МВД, Национальную гвардию и т. п., подчиняются единому органу — Объединённому штабу вооружённых сил во главе с командующим вооружённых сил, которого, в свою очередь, назначает президент Украины. Президенту предоставляются полномочия по использованию армии в мирное время без ограничений — в рамках мер по «отражению российской агрессии».
Помимо понятия «оккупированная территория» вводится также понятие «зон безопасности», непосредственно прилегающих к району боевых действий. Внутри этих зон украинские силовые ведомства получают расширенные полномочия: они могут в любое время входить в частные жилища, осуществлять обыски и аресты, досматривать и реквизировать автотранспорт и т. п.
Украина отказалась от прямого диалога с представителями «отдельных районов Донецкой и Луганской областей» (ОРДЛО), предусмотренного минскими договорённостями, настаивая на решении спорных вопросов исключительно со «страной-агрессором», на которую с принятием этого закона возлагается ответственность за всё, что происходит на «неконтролируемых территориях».
Вместо амнистии, предусмотренной минскими соглашениями, введена уголовная ответственность за «участие в деятельности оккупационной администрации» и «нанесение ущерба Украине».
21 января в районе КПВВ «Оленевка» (Донецкая область) был обстрелян автобус с мирными жителями, в результате чего один человек погиб, ещё один был ранен. Конфликтующие стороны обвинили друг друга в провокации.
22 января стало известно о том, что 128-я отдельная горно-пехотная бригада ВСУ была выведена из зоны АТО в Донбассе и уже прибыла в место постоянной дислокации — Закарпатье. По данным издания Mukachevo.net, бригада была направлена «на восстановление» и пробудет в месте дислокации минимум до июля 2018 года.
31 января на сайте Минобороны Украины был размещён сюжет «военного телевидения Украины» о том, как ВСУ взяли под свой контроль село Новоалександровка (Луганская область), которое с 2015 года находилось в «серой зоне» между позициями сил АТО и сепаратистов. Продвижение ВСУ на линии разграничения подтвердил первый заместитель главы Специальной мониторинговой миссии (СММ) ОБСЕ Александр Хуг
9 февраля глава ДНР Александр Захарченко заявил о задержании причастных к убийству командира батальона «Сомали» Михаила Толстых (Гиви).
20 февраля президент Украины Пётр Порошенко подписал закон «Об особенностях государственной политики по обеспечению государственного суверенитета Украины над временно оккупированными территориями в Донецкой и Луганской областях». 24 февраля закон вступил в силу.
16 марта президент Украины Пётр Порошенко заявил о завершении формата т. н. «антитеррористической операции (АТО)» в Донбассе и её замене на «Операцию объединённых сил (ООС)».
26 апреля главный военный прокурор Украины Анатолий Матиос написал в Facebook, что с начала проведения военной операции в Донбассе погибло около 3,8 тыс. украинских военнослужащих: «С начала проведения АТО статус участника боевых действий получили почти 326 тыс. человек, 8489 из них получили увечья и ранения, 3784 военнослужащих погибли. При этом за время проведения АТО по меньшей мере 554 человека совершили самоубийство (официальная статистика реестра досудебных расследований на 01.04.2018)».
30 апреля глава Объединённых сил Украины генерал-лейтенант Сергей Наев доложил президенту Порошенко о завершении формирования двух оперативно-тактических группировок для проведения операции в Донбассе.
30 апреля Государственный департамент США подтвердил доставку на Украину ПТРК Javelin. Между тем, министр обороны Украины Степан Полторак в интервью Би-би-си призвал не переоценивать значение Javelin в сложившейся на юго-востоке страны ситуации. По словам министра, украинское командование намерено использовать Javelin на «тяжёлых и угрожающих направлениях»: «Если бы у нас там было десять тысяч Javelin, то это одно дело, а когда у нас 35 установок — совсем другое. Поэтому давайте мы вначале их получим, а потом вы узнаете, как мы их будем использовать».
По оценке российской стороны, после того как 30 апреля так называемая антитеррористическая операция в Донбассе была переформатирована в операцию объединённых сил, ситуация заметно обострилась практически вдоль всей линии соприкосновения. Переход общего командования силовой операцией в Донбассе от правоохранительных органов к вооружённым силам фактически дал сигнал к реализации Украиной военного сценария. Резко увеличилось количество нарушений режима прекращения огня, обстрелов населённых пунктов, жертв среди мирного населения и разрушения объектов гражданской инфраструктуры. Используя тактику «ползучего наступления», ВСУ продвигаются в «серых» зонах. Российская сторона указывала на опасную эскалацию напряжённости, грозящую привести к возобновлению крупномасштабных боевых действий.
В середине мая украинские войска взяли под контроль несколько населённых пунктов на подходах к Донецку (в том числе посёлок Пивденное) и предприняли несколько попыток захватить высоты у Горловки, с которых простреливается практически весь город. В этой связи отмечалось, что Горловка представляет собой плацдарм для дальнейшего наступления на Енакиево и Дебальцево. В случае их захвата Донецк мог бы быть взят в петлю.
С 12-13 мая усилились обстрелы, в которых применялись практически все виды оружия, включая тяжёлую артиллерию. 12 мая заместитель командующего оперативным командованием ДНР Эдуард Басурин заявил на брифинге, что ВСУ предприняли попытку продвинуться вперёд на Горловском направлении, но были остановлены огнём и отступили. По его словам, которые привёл «Интерфакс», украинские военные «потеряли до девяти убитыми и пяти ранеными». Со стороны ДНР погибли два военнослужащих. Минобороны Украины, со своей стороны, обвинило в обстрелах формирования ДНР. Как заявил представитель Минобороны Дмитрий Гуцуляк, с полуночи 12 мая «зафиксированы 16 прицельных обстрелов». По его словам, потерь среди украинских военнослужащих нет.
В ночь на 18 мая на передовой в районе Авдеевки был смертельно ранен командир интернациональной бригады «Пятнашка» ВС ДНР Олег Мамиев (позывной — «Мамай»), уроженец Северной Осетии.
18 мая, по сообщению Донецкого агентства новостей со ссылкой на оперативное командование ДНР, три военнослужащих стран НАТО погибли в результате взрыва автомобиля на минном поле под Авдеевкой. По информации агентства, ещё пятеро человек получили ранения — два военнослужащих НАТО и трое из Украины. «В ходе посещения натовскими военнослужащими линии боевого соприкосновения в сопровождении украинских силовиков в районе Авдеевки командование ВСУ завело гостей на минное поле, где автомобиль с иностранцами подорвался на мине»,— сообщило агентство.
20 мая представитель ДНР в Совместном центре по контролю и координации режима прекращения огня Руслан Якубов заявил журналистам, что ВСУ за прошедшие сутки 23 раза нарушили режим прекращения огня в Донбассе. Жертвами обстрелов стали два мирных жителя. Как утверждают в ДНР, при обстрелах использовались гранатомёты, бронетехника и стрелковое оружие. В Минобороны ЛНР заявили, что ВСУ семь раз нарушили режим тишины, подвергнув обстрелам посёлок Берёзовское, сёла Нижнее Лозовое, Желобок и Красный Яр. В то же время в Киеве заявили, что зафиксировали 58 случаев обстрела своих позиций за минувшие сутки. В результате ранения получили трое военнослужащих.
21 мая Донецкому агентству новостей заявили в оперативном командовании ДНР, что три военнослужащих ДНР были захвачены в плен предыдущей ночью, после того как два взвода ВСУ попытались провести наступление в районе населённого пункта Гольмовский (север Горловки). Подразделения ВСУ были остановлены, при этом пятеро украинских военнослужащих были убиты, четверо ранены. Пресс-центр операции украинских Объединённых сил, в свою очередь, сообщал: «В течение суток противник, атакуя с трёх направлений, пытался вытеснить украинских воинов из освобождённого Пивденного, при этом сеял панику среди мирных жителей Горловки и вёл огонь непосредственно по Торецку». ВСУ сообщили, что ранним утром два украинских военнослужащих погибли и ещё четверо получили ранения в результате столкновения с диверсионно-разведывательной группой ДНР в районе населённого пункта Пивденное: «В результате боестолкновения враг понёс значительные потери и, прикрываясь шквальным миномётным огнём своих батарей, вынужден был отойти».
В ту же ночь в соседней Луганской народной республике обрушился мост на трассе между Красным Лучом и Луганском, заблокировав железную дорогу от российской границы к Дебальцеву и Горловке. ВСУ не подтвердили свою причастность к диверсии, но отметили, что «разрушение указанного моста делает невозможным и усложняет поставки боеприпасов и вооружений подразделениям российско-террористических войск». В Министерстве госбезопасности ЛНР заявили, что мост был взорван: «Найдены осколки металла от взрывного устройства. Его тип и место закладки свидетельствуют о том, что диверсия осуществлена группой, имеющей профессиональную подготовку».
Первый заместитель главы СММ ОБСЕ Александр Хуг привёл статистику нарушений режима прекращения огня. «Минувшая неделя была худшей за этот год с точки зрения многих показателей,— сказал он.— В целом мы зафиксировали практически 7,7 тыс. нарушений режима прекращения огня. В отдельные дни уровень насилия напоминал этап конфликта, который, как мы думали, остался в прошлом».
22 мая заместитель командующего оперативным командованием ДНР Эдуард Басурин сообщил Донецкому агентству новостей, что силы ДНР сорвали попытку украинской армии укрепиться на господствующих высотах и занять позиции в Горловке: «В районе населённого пункта Гольмовский враг потерял пять убитыми, а также один миномёт. И в районе посёлка Чигари украинские террористы вывезли 13 погибших и более 20 раненых». По его словам, военнослужащие ДНР уничтожили украинский танк, БМП, а также американскую станцию контрбатарейной борьбы ANTPQ-48. По данным командования ДНР, за прошедшие сутки на горловском направлении обстрелам подверглись девять населённых пунктов.
Спецпредставитель председателя ОБСЕ в Контактной группе по урегулированию конфликта в Донбассе Мартин Сайдик в связи с обострением ситуации призвал стороны соблюдать перемирие: «Недавний всплеск боевой активности на линии соприкосновения на востоке Украины провоцирует всё больше жертв и разрушений. Я настоятельно призываю стороны немедленно прекратить боевые действия в соответствии с их более ранними публичными обязательствами и сделать всё возможное для защиты гражданского населения, обеспечения ремонта и бесперебойной работы гражданской инфраструктуры, а также для содействия важнейшей работе Специальной мониторинговой миссии»,— сказал господин Сайдик. Ранее в этот день произошёл подрыв рейсового автобуса в Дебальцеве на территории ДНР. В результате взрыва один человек погиб и двое пострадали.
Пресс-секретарь ООН Стефан Дюжаррик на брифинге в Нью-Йорке указал на ухудшение обстановки на востоке Украины: «В результате обстрелов повреждены системы газо- и электроснабжения по меньшей мере в трёх населённых пунктах вдоль линии соприкосновения», более десяти тысяч семей в этих районах остались без света и газа. По-прежнему не работает Донецкая фильтровальная станция, а перебои с водоснабжением испытывают 345 тысяч человек. Пресс-секретарь ООН сообщил, что запасы воды в Авдеевке — на исходе. Он напомнил, что стороны конфликта должны избегать нападений на объекты гражданской инфраструктуры и их персонал, а преднамеренные действия, направленные на разрушение системы водоснабжения, являются нарушением международного гуманитарного права.
23 мая официальный представитель МИД РФ Мария Захарова в ходе брифинга заявила, что эскалация напряжённости в Донбассе непосредственно связана с визитом в Киев спецпредставителя США по Украине Курта Волкера, который посетил страну 14 мая. По её словам, вместо того, чтобы потребовать от украинских властей прекратить столкновения, Волкер озвучил «ряд одиозных тезисов» — «среди них отказ американского посланника признавать сам факт существования республик Донбасса… Видимо, не случайно после отъезда американского гостя вооружённые силы Украины активизировали военные провокации в районе донецкой фильтровальной станции под Горловкой и в ряде других населённых пунктов».
24 мая оперативное командование ДНР сообщило об уничтожении в районе населённого пункта Марьинка на окраине Донецка диверсионной группы из пяти украинских военнослужащих, планировавших «совершение провокаций против мирного населения». Накануне военнослужащие ДНР уничтожили ещё одну группу украинских силовиков, которые планировали теракты на территории республики.
Курт Волкер подтвердил, что ВСУ пытаются «восстановить контроль над некоторыми территориями» в буферных зонах вдоль линии соприкосновения. По его словам, в число этих территорий входят районы города Попасная в Луганской области и города Горловка в Донецкой области. При этом Волкер утверждал, что Киев «действует в рамках минских договорённостей, так как территории, на которых отмечается продвижение вооружённых сил Украины, по минским соглашениям относятся к территориям, подконтрольным Киеву».
27 мая представитель оперативного командования ДНР Эдуард Басурин сообщил, ссылаясь на данные разведки, что украинская армия перебросила восемь танков и четыре САУ к линии фронта на горловском направлении, в зону ответственности первого механизированного батальона 24-й бригады: «Эти средства находятся в жилых кварталах Дзержинска, а также рассредоточены вблизи города».
7 июня представитель ДНР в СЦКК сообщил, что компания «Вода Донбасса» решила остановить и законсервировать Донецкую фильтровальную станцию: «Сотрудники станции отказались осуществлять ротацию по трассе Н20 без непосредственного присутствия патруля СММ ОБСЕ». Станция не будет работать, пока не будет найден «безопасный вариант пересменки сотрудников». Эвакуация рабочих пройдёт при содействии СММ ОБСЕ. Донецкая фильтровальная станция находится в 1 км от города Ясиноватая и в 12 км от Донецка на нейтральной территории линии соприкосновения. Она обеспечивает водой Донецк, Авдеевку и ряд других крупных населённых пунктов по обе стороны линии соприкосновения. В ходе боевых действий в станцию часто попадают снаряды, из-за чего она оказывается обесточена.
Как сообщил начальник пресс-службы вооружённых сил ДНР Даниил Безсонов, украинская армия вечером 15 июня во время обстрела посёлка Зайцево провела испытания переданного представителями США комплекса разведывательно-сигнализационной аппаратуры REMBASS-II, который позволяет распознать фигуру человека на расстоянии до 75 м, вооружение и военную технику — до 350 м. Аппаратура «Рембасс-2», принятая армией США на вооружение в конце 1990-х годов, предназначена для быстрого и надёжного обнаружения скрытно передвигающихся объектов и определения их местоположения.
18 июня первый заместитель главы СММ ОБСЕ Александр Хуг в интервью газете «Коммерсантъ» сообщил об эскалации напряжённости в Донбассе, причём, по его словам, «режим прекращения огня нарушается по обе стороны от линии соприкосновения. Стороны продолжают удерживать вооружения в местах, где их не должно быть, и ни одна из сторон не соблюдает достигнутые в Минске договорённости относительно противоминной деятельности… По нашим наблюдениям, в четыре раза увеличилось количество вооружений, расположенных с нарушением линий отвода. Ответственность за эти нарушения несут обе стороны… В жилых районах и вокруг них по-прежнему находятся люди в военной форме и вооружения, и там по-прежнему получают ранения и гибнут гражданские лица, а также разрушается инфраструктура. По этим районам продолжают наноситься удары, часто с применением вооружений неизбирательного действия, таких как реактивные системы залпового огня, что ведёт к большому количеству жертв и серьёзным повреждениям… За минувший год мы видели более 4 тыс. единиц тяжёлых вооружений в местах, где они не должны находиться. И эти вооружения не были перемещены в положенные места, по крайней мере нам неизвестно о таких перемещениях… Стороны просто не реагируют на зафиксированные нами нарушения, что ведёт к безответственности. Это порождает безнаказанность, которая в конечном итоге влечёт за собой дальнейшие нарушения».
1 июля в Донбассе вступил в силу режим прекращения огня, который был согласован 27 июня на встрече Контактной группы по урегулированию конфликта на востоке Украины. Стороны объявили перемирие в связи с началом сезона уборки урожая. Представитель оперативного командования ДНР сообщил, что до того, как перемирие вступило в силу, ВСУ подорвали газораспределительную станцию в Новоазовском районе. Уже к вечеру обе стороны обвинили друг друга в нарушении перемирия. Пресс-служба штаба Операции объединённых сил сообщила, что «незаконные вооружённые формирования семь раз нарушили режим прекращения огня на Луганском, Горловском и Мариупольском направлениях с применением гранатомётов, крупнокалиберных пулемётов и стрелкового оружия». Ранее в ДНР сообщили, что в результате обстрелов украинской стороны «с использованием двух противотанковых ракет был уничтожен КамАЗ, доставлявший воду на позиции вооружённых сил ДНР».
Как сообщил начальник пресс-службы вооружённых сил ДНР Даниил Безсонов, 14 июля вооружёнными формированиями ДНР под Авдеевкой был зафиксирован факт подрыва автомобиля «Урал» 23-го батальона 56-й отдельной мотопехотной бригады на управляемом фугасе, который, по его утверждению, был заложен диверсантами из ДУК «Правый сектор». В результате взрыва погибли три человека, шестеро получили ранения. Как заявил Безсонов, «несогласные с выводом националистических формирований из зоны боевых действий активизировали противодействие спецназу ВСУ и сотрудникам СБУ, пытающихся разоружить личный состав».
16 августа командующий операцией объединённых сил (ООС) Сергей Наев заявил, что с конца апреля, когда началась операция, украинские военные взяли под свой контроль на Волновахском, Горловском, Северодонецком и Светлодарском направлениях новые территории площадью 15 кв км. В оперативном командовании ДНР это заявление назвали пропагандой, призванной поднять дух украинской армии, несущей большие потери. Ранее в ВСУ заявляли о получении контроля над населёнными пунктами Южное в Донецкой области и Золотое-4 в Луганской области.
23 августа ВСУ сообщили о гибели пяти военнослужащих, участвовавших в операции ООС. Ещё семь человек получили ранения. Представитель народной милиции ЛНР сообщил, что в районе села Желобок Славяносербского района украинские военные понесли потери в результате неудачной попытки захвата позиций ЛНР: «Мы вынуждены были открыть адекватный ответный огонь, в результате чего огневые точки противника подавлены. Противник потерял в живой силе не менее четырёх раненых и трёх погибших и был отброшен на ранее занимаемые им позиции».
31 августа в результате взрыва в донецком кафе «Сепар» (где планировались поминки по Народному артисту СССР Иосифу Кобзону) вместе с личным охранником погиб глава Донецкой Народной Республики Александр Захарченко, получивший черепно-мозговую травму. Ещё 11 человек пострадали (среди них министр налогов и доходов ДНР Александр Тимофеев). В связи с гибелью главы ДНР был объявлен трёхдневный траур. Сразу же после взрыва в Донецке ввели чрезвычайное положение, на улицы вывели войска и бронетехнику. В ходе операции, как объявлено МВД ДНР, удалось задержать нескольких подозреваемых, которыми, по утверждению МВД, оказались украинские диверсанты. Председатель Народного совета ДНР Денис Пушилин назвал убийство очередным актом агрессии со стороны Украины. Реакция российских властей была жёсткой и оперативной. Президент Путин направил телеграмму, в которой расценил случившееся как «ещё одно свидетельство: те, кто выбрал путь террора, насилия, запугивания, не хотят искать мирное, политическое решение конфликта, не хотят вести реальный диалог с жителями юго-востока, а делают опасную ставку на дестабилизацию ситуации, на то, чтобы поставить народ Донбасса на колени». В Киеве обвинения в свой адрес отвергли, предположив, что смерть Александра Захарченко стала следствием внутреннего конфликта в ДНР. Глава СБУ Василий Грицак заявил, что речь идёт о «методической зачистке всех тех, кто в 2014 году содействовал введению российских войск на Донбасс, кто содействовал созданию псевдонародных республик». Временно исполняющим обязанности главы ДНР стал Дмитрий Трапезников, но уже 7 сентября его сменил на этой должности председатель Народного совета ДНР Денис Пушилин.
1 сентября официальный представитель оперативного командования ДНР Эдуард Басурин сообщил журналистам о переброске украинской артиллерии в район населённого пункта Розовка, а также о прибытии подразделений 56-й мотопехотной и 406-й артиллерийской бригады в район Урзуфа, что расценивается в ДНР как подготовка к наступлению: «Наши источники в штабах ООС и ОТГ (отдельной тактической группы) „Восток“ называют 14 сентября как возможную дату наступления». Басурин заявил, что вооружённые формирования ДНР переведены в высшую степень боевой готовности и в случае атаки готовы перейти в контрнаступление.
30 сентября в результате взрыва противопехотной осколочной мины под Горловкой трое школьников погибли и ещё один ребёнок получил осколочные ранения мягких тканей всего тела.
12 октября президент Порошенко на встрече с командирами бригад ВСУ, Нацгвардии и Государственной пограничной службы в Хмельницкой области приказал руководителям Операции Объединённых сил (ООС) в Донбассе в качестве ответного огня применять для сохранения жизни украинских военнослужащих все имеющиеся в их распоряжении силы и средства: «Надо быть готовым к любым сценариям — как к обороне, так и к эффективному контрнаступлению <…>. Разрешаю и приказываю применять все имеющиеся в вашем распоряжении силы и средства в качестве ответного огня для сохранения жизни наших людей».
15 октября командир так называемой Украинской добровольческой армии (УДА) Дмитрий Ярош сообщил, что 5-й и 8-й отдельные батальоны УДА покидают передовую. По словам Дмитрия Яроша, УДА будет теперь заниматься подготовкой сопротивления «в каждой области» и объединением участников боевых действий в Донбассе, чтобы не допустить «распыления потенциала, который реально может быть важен».
1 ноября Германия и Франция обвинили Россию и «сепаратистов» в причастности к исчезновению беспилотника миссии ОБСЕ на востоке Украины. В их совместном заявлении говорится, что БПЛА дальнего радиуса был сбит 27 октября недалеко от российско-украинской границы.
11 ноября в Донбассе прошли выборы глав и депутатов Донецкой и Луганской народных республик. Как и ожидалось, победу одержали главы ДНР и ЛНР Денис Пушилин и Леонид Пасечник. Денис Пушилин набрал около 61 % голосов, Леонид Пасечник — 68 %. На парламентских выборах люди отдавали свои голоса проправительственным организациям «Донецкая республика» и «Мир Луганщине». Украина отказалась признавать выборы в самопровозглашённых республиках, незаконными их также назвали в США, Германии и Франции. В Кремле сообщили, что с пониманием относятся к избранию новых глав непризнанных республик. Пресс-секретарь президента Путина Дмитрий Песков подчеркнул, что другого выхода у жителей Донбасса сейчас нет.
19 ноября Денис Пушилин был утверждён на посту главы и главнокомандующего ДНР.
26 ноября Верховная рада утвердила введение военного положения в ряде областей страны (в том числе Донецкой и Луганской) на 30 суток начиная с 14:00 28 ноября.
14 декабря заместитель командующего оперативным командованием ДНР Эдуард Басурин сообщил, что все подразделения народной милиции ДНР приведены в полную боевую готовность в связи с получением информации о подготовке широкомасштабного наступления со стороны Украины: «Наши подразделения доукомплектованы на 100 % личным составом, обеспечены необходимым вооружением, техникой и боеприпасами».
26 декабря президент Украины Порошенко объявил об окончании действия военного положения в стране. Военное положение было введено в десяти областях на месяц после инцидента в Керченском проливе.
Как заявил 27 декабря в эфире телеканала «Прямой» советник президента Украины Юрий Бирюков, ВСУ «освободили» и взяли под свой контроль практически всю «серую» зону в Донбассе, которую не контролировала ни одна из сторон конфликта. Министерство иностранных дел России назвало эти заявления, сделанные на фоне затянувшегося процесса разведения всех конфликтующих сторон, «откровенной провокацией, нацеленной на срыв мирного процесса», поскольку, подчеркнули в ведомстве, приближение ВСУ к позициям сепаратистов, происходящее в результате захвата украинцами «серой зоны», увеличивает риск прямого боестолкновения.
В течение 2018 года стороны конфликта несколько раз договаривались о прекращении огня:
- с 5 марта[62],
- с 30 марта — в связи с пасхальными праздниками,
- с 1 июля — в связи с уборкой урожая,
- с 29 августа — в связи с началом учебного года,
- с 29 декабря — в связи с Новым годом.

В декабре спецпредставитель ОБСЕ Мартин Сайдик сообщил, что в 2018 году было зафиксировано значительное снижение числа жертв среди мирных жителей в Донбассе.